# Description d'Olonne
Description d'Olonne est un roman de Jean-Christophe Bailly paru le 1er mars 1992 aux éditions Christian Bourgois et ayant reçu l'année suivante le prix France Culture.

## Résumé
À travers les yeux d'un bibliothécaire ayant vécu trois années à Olonne, l'auteur fait une description méticuleuse des rues, des lieux importants qui composent cette ville. La ville qu'il décrit au fil des pages est œuvre de pure fiction et pourtant est racontée avec foule de détails et de sensations. Jean-Christophe Bailly s'est inspiré d'un plan qu'il a lui-même dessiné et qui accompagne l'ouvrage.

## Éditions
- Éditions Christian Bourgois, 1992  (ISBN 2267009897).
- Éditions Christian Bourgois, coll. « Titres », 2010, rééd. 2015  (ISBN 9782267020922).